# Jūqān
Jūqān (persiska: جوقان) är en ort i Iran.   Den ligger i provinsen Khorasan, i den nordöstra delen av landet, 700 km öster om huvudstaden Teheran. Jūqān ligger 1 135 meter över havet och antalet invånare är 136.
Terrängen runt Jūqān är platt. Runt Jūqān är det ganska glesbefolkat, med 35 invånare per kvadratkilometer. Närmaste större samhälle är Chenārān, 4,0 km sydväst om Jūqān. Trakten runt Jūqān består till största delen av jordbruksmark.